# كيفن باري (لاعب كرة قدم)
كيفن باري (بالإنجليزية: Kevin Barry)‏ (9 يناير 1961 بنيوكاسل أبون تاين في المملكة المتحدة - ) هو لاعب كرة قدم بريطاني في مركز حراسة المرمى. لعب مع نادي أشينغتون ‏ ودارلينجتون إف سى.

## وصلات خارجية
- كيفن باري على موقع قاعدة بيانات كرة القدم.إي يو (الإنجليزية)